# Ford Escort
La Ford Escort è un'autovettura di classe media prodotta in 4 serie dalla casa automobilistica statunitense Ford tra il 1968 e il 2000.
La denominazione fu utilizzata, a partire dal 1981, anche per un modello destinato al mercato statunitense che, tuttavia, non aveva nulla in comune con le "Escort" europee.

## Prima serie (1968-1975)

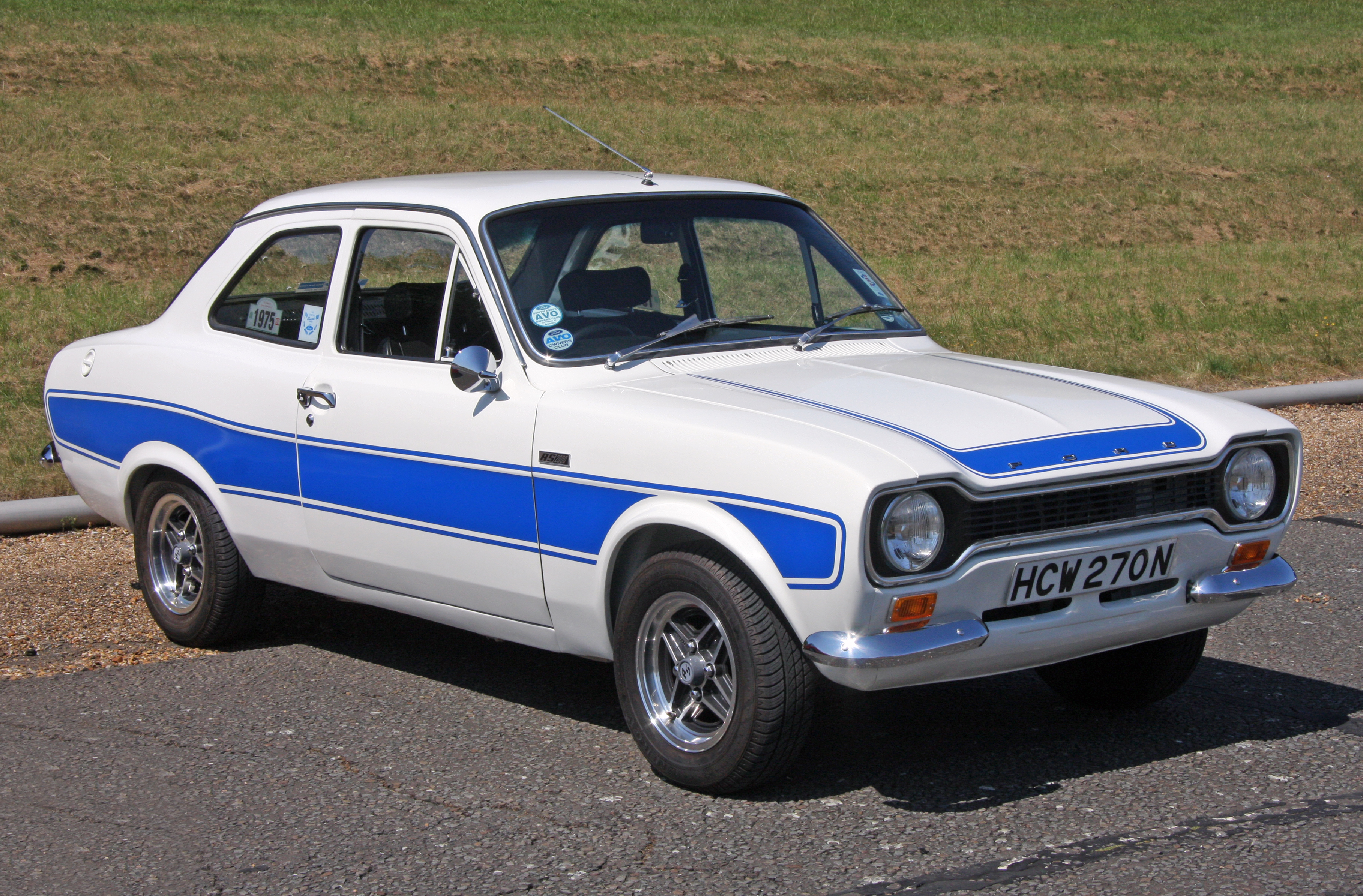
Ford Escort RS2000 MkI

La prima serie della Ford Escort, nota anche come "Escort MK1", fu presentata nel gennaio 1968 al Salone dell'automobile di Bruxelles; fu prodotta negli stabilimenti britannici del gruppo Ford e, successivamente, dapprima in quelli belgi poi in quelli tedeschi per i mercati con guida a sinistra, e si caratterizzava per una linea abbastanza morbida, di vaga ispirazione americana.
Oltre all'Europa, questa vettura era commercializzata anche in altre parti del mondo, definendosi una World car.
La vettura riprendeva il nome della versione familiare della Ford Anglia precedente a quella che andava a sostituire, chiamata Escort 100E e prodotta dal 1955 al 1961.
Disponibile inizialmente nella versione berlina 2 porte, la nuova "Escort" puntava sull'affidabilità della semplice ma robusta meccanica: un buon motore a 4 cilindri con albero a camme laterale e distribuzione ad aste e bilancieri con trazione posteriore, una solida sospensione posteriore ad assale rigido con balestre a foglia (davanti c'erano le ruote indipendenti MacPherson) e un classico cambio manuale a 4 marce. Completava il quadro un impianto frenante a tamburi sulle quattro ruote.
All'esordio la Escort era disponibile con un motore di 1098 cm³ (53 CV SAE) o con un 1298 cm³ da76 CV SAE e 3 allestimenti: De Luxe, Super (1098 cm³) e GT (1298 cm³), al prezzo, sul nostro mercato, rispettivamente, di 887000 lire, 942000, e 1080000, IGE del 4% esclusa, con la dotazione della versione più potente comprendente i freni a disco anteriori. Era disponibile  anche una versione TWIN CAM, mossa  praticamente dallo stesso 1558 cm³ della Cortina Lotus, con 115 CV e 185 km/h, proposta a 2500000 Lire. Il modello era però "difficile", per i consumi elevati e la necessità  di continue, complesse messe a punto, in mancanza delle quali la macchina perdeva gran parte del suo "fuoco in più", come scrisse la stampa specializzata, mettendosi ad andare come una macchina normale, conservando però la sete di benzina ed olio, e, in breve, uscì dal listino alla chetichella. Pochi mesi dopo il lancio arrivò anche una versione familiare a 3 porte, col solo motore 1100, sia in versione "De Luxe", sia Super.

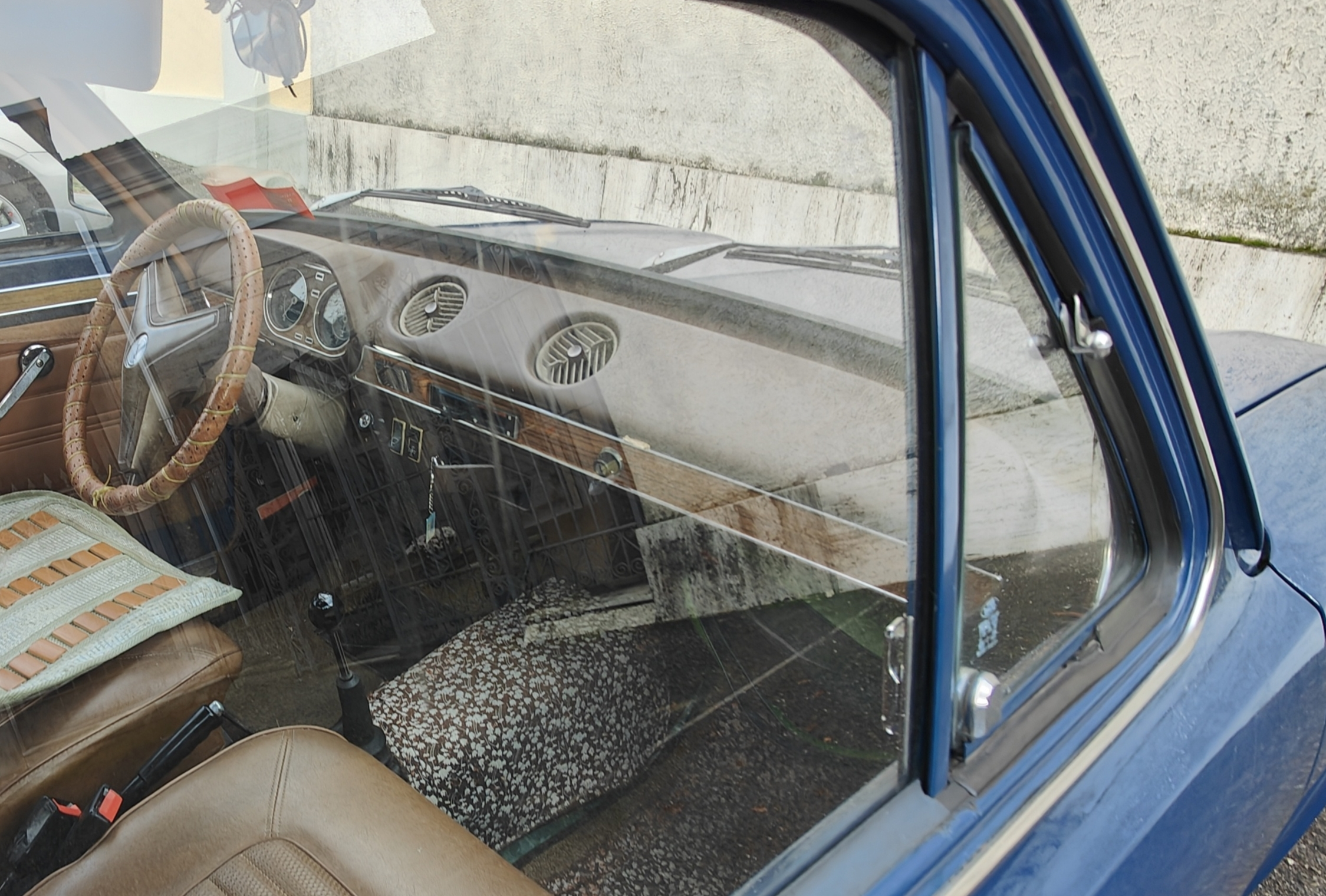
Cruscotto della Iª serie

All'inizio del 1969 fu introdotta la "Escort 1.3 De Luxe" (berlina e giardinetta), con motore 1298 cm³ da 59 CV. Verso la fine dell'anno arrivarono sia un motore  da 940 cm³ (44CV) sia le versioni a 4 porte. In quel periodo vennero anche ribattezzati molti modelli, come "Base","L" ,"XL". Alla fine del 1971 la GT ebbe 10CV in più, come sulla neonata versione Sport. Nell'autunno 1972 la Ford italiana introdusse l'allestimento opzionale "Superprestazioni",che aumentava la potenza del motore 1100 della berlina tanto da poter dichiarare una velocità massima di 147 chilometri orari contro i 132 originari, senza problemi di affidabilità, vista la tranquillità delle prestazioni della versione di serie.

### Ford Escort RS1600
Nel 1970 uscì la "RS1600" (berlina solo 2 porte), con motore bialbero di 1601 cm³ da 110 CV, destinata a una clientela sportiva. Fu il primo modello Ford caratterizzato dalla sigla RS (da Rallye Sport), che in seguito caratterizzò vari altri modelli.
Per soddisfare un'utenza più vasta, nel 1971 fu introdotta la più tranquilla ed economica "Mexico" (solo berlina 2 porte), con un motore monoalbero da 86 CV, 4 cilindri di 1601 cm³, e, nel 1972, fu la volta della RS 2000, con motore 1993 cm³ da 100CV.
Le "1300 GT" prima e le "RS 1600" poi fecero da base alle versioni impiegate con successo (due titoli mondiali) nel World Rally Championship. La produzione della "Escort Mk1" cessò nel 1975 con la nuova Ford Escort RS1800.

## Seconda serie (1975-1980)

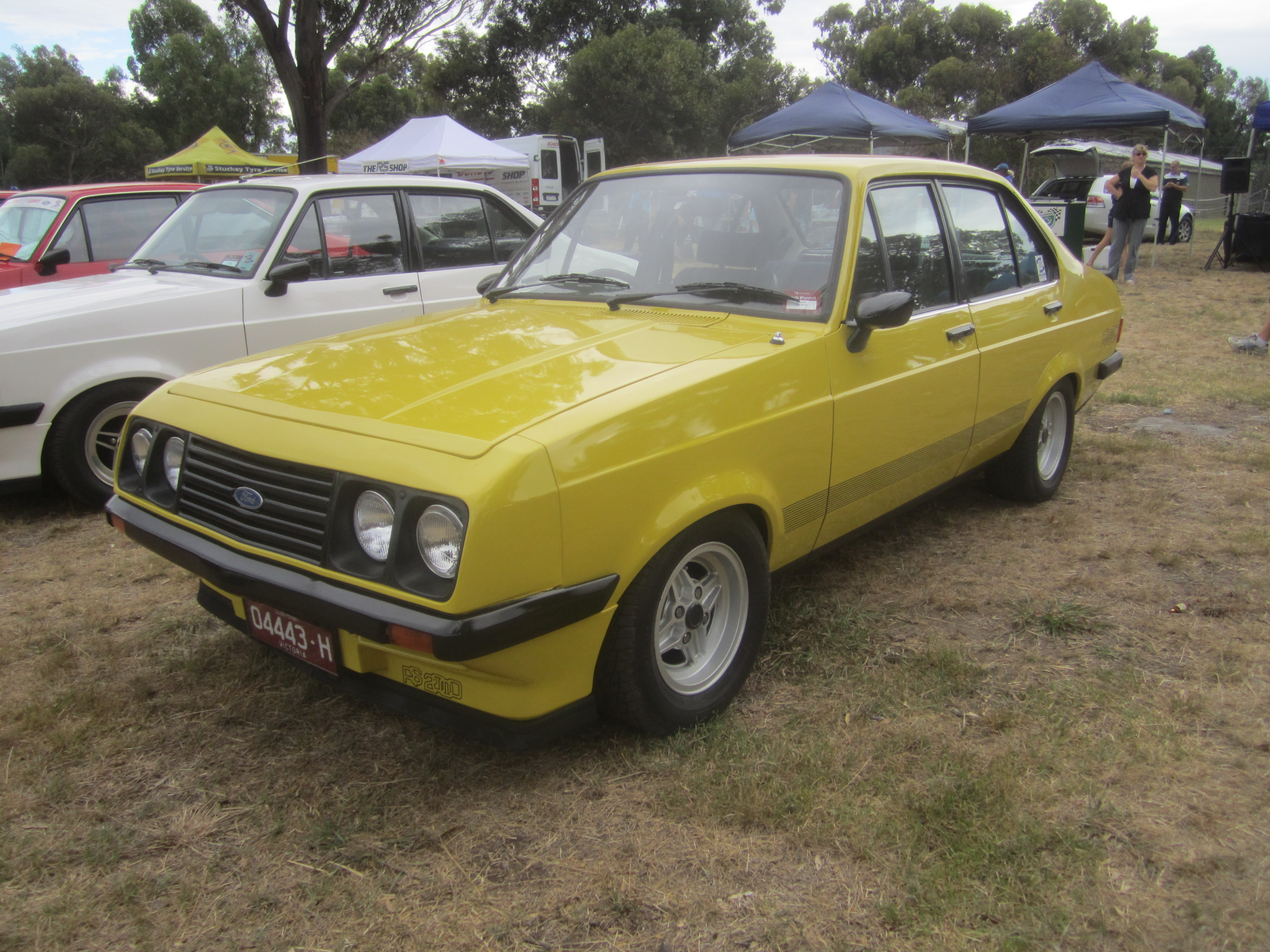
Ford Escort RS 2000 restyling

Nel 1975 esordì la "Escort Mk2", ovvero la seconda serie.
La "Escort 2", uscita nel gennaio 1975 e sviluppata principalmente a Colonia dalla Ford Germania (la "Mk1", invece, era stata concepita dalla filiale Ford inglese), conservava interamente la solida meccanica della serie precedente, abbinandola però a una carrozzeria completamente nuova (almeno per le berline). Fu proprio l'estetica la parte più controversa della vettura. Si presentava con linee tese e squadrate (secondo la moda), e una coda fortemente discendente, quasi una fastback (in realtà l'impostazione era a tre volumi, con bagagliaio separato dall'abitacolo, senza portellone), e lasciò perplessi.
Abbastanza singolare anche lo stile della Station Wagon (sempre a 3 porte), presentata contemporaneamente alle berline: la parte anteriore fino alla portiera e gli interni erano aggiornati alla nuova serie, mentre tutta la parte posteriore conservava inalterate le lamiere della precedente "Mk1", dando vita a un corpo vettura ibrido (squadrata davanti, tonda dietro).
La gamma delle versioni disponibili della Ford Escort "Mk2" all'atto del suo esordio ufficiale (1975) era molto più articolata rispetto a quella della precedente versione, poiché essa era disponibile in tre varianti (2 porte, 4 porte e Station wagon 3 porte), 6 allestimenti (base, L, GL, Ghia, Sport e RS) e 5 motorizzazioni (da 940 a 2000 cm³).
Proprio l'ampiezza dell'offerta, unita alla tradizionale fama di robustezza e affidabilità, costituì una delle carte vincenti del modello, anche se con prestazioni modeste in rapporto alla cilindrata e con una tenuta di strada scarsa sul bagnato. Questa caratteristica, dovuta alla trazione posteriore e al retrotreno a ponte rigido, comune anche alla "mk1", era resa più evidente dall'arrivo sul mercato di concorrenti a trazione anteriore e retrotreno a ruote indipendenti (Fiat 128, Renault 14, Alfa Romeo Alfasud, Austin Allegro)  o interconnesse (Volkswagen Golf), che avevano un comportamento migliore.
I motori erano gli stessi della serie precedente: i 4 cilindri con albero a camme laterale di 940 cm³ da 44 CV, 1098 cm³ da 50 CV, 1298 da 57 CV o 70 CV e un 1598 da 73 CV oppure 86 CV, rivisti per migliorarne elasticità e coppia motrice. Il motore di 940 cm³ fu tolto di produzione nel 1976, dopo l'arrivo sul mercato della Ford Fiesta.
La gamma italiana della "Escort 2", meno estesa di quella disponibile per altri Paesi, sia per motivi fiscali, sia per il minor gradimento delle versioni a 2 porte non sportive, comprendeva:
- Escort base (denominata anche "Special") (con paraurti verniciati di nero opaco, fari anteriori circolari, assenza di cromature e finiture spartane), disponibile con motori di 940 cm³ o 1098 cm³ e carrozzeria a 2 e 4 porte.

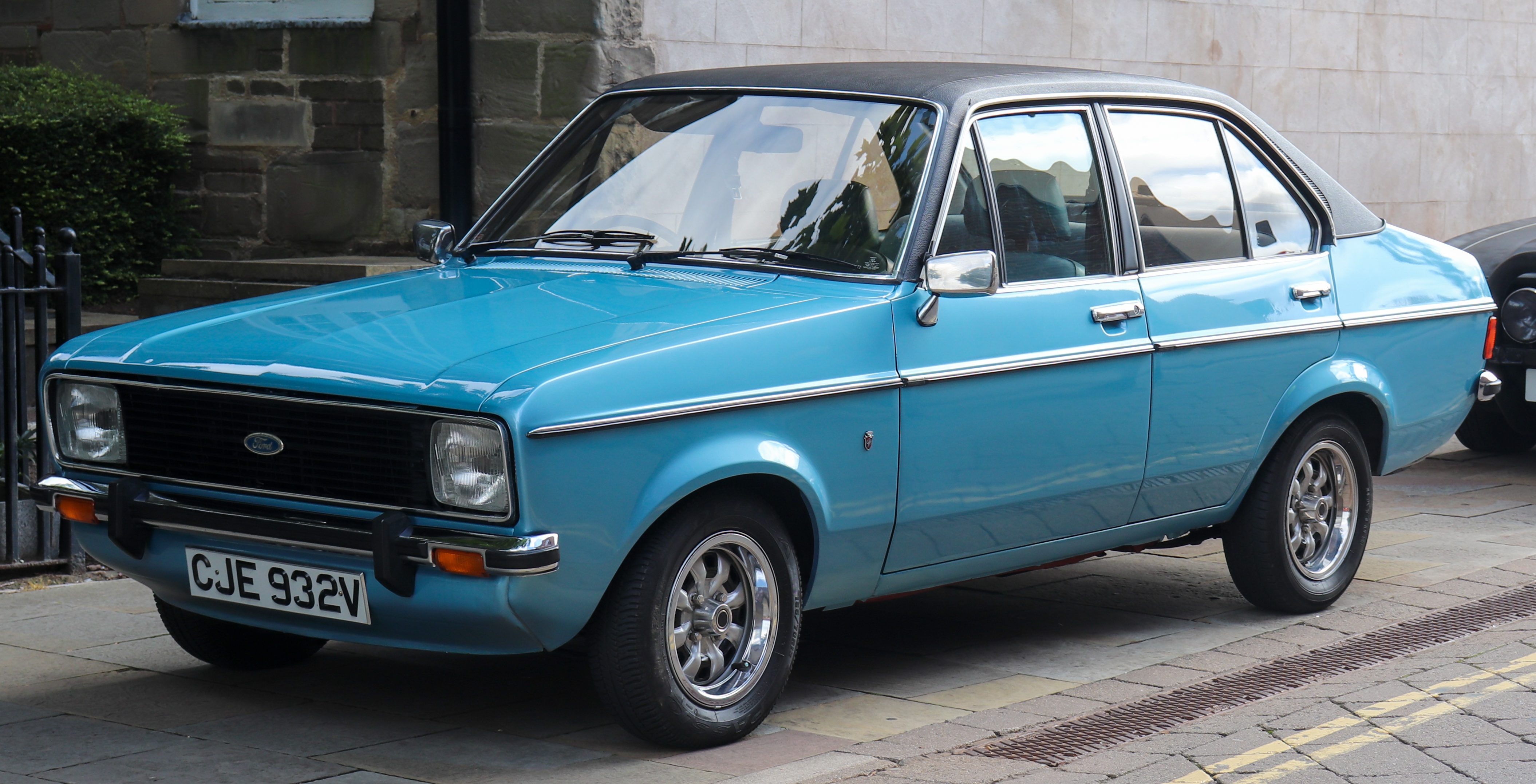
Escort restyling

- Escort L (in più, rispetto alla base, aveva paraurti cromati e interni meglio rifiniti), disponibile con motori 940 cm³ e 1098 cm³ e carrozzeria a 2 e 4 porte.
- Escort GL (in più, rispetto alla L aveva, paraurti con protezioni in gomma, profilo lucido laterale, cerchi specifici, fari anteriori quadrati e interni ancora più curati), disponibile con motori 1100 e 1300 e carrozzeria a 4 porte.
- Escort Ghia (in più, rispetto alla GL, aveva cornici cromate ai finestrini, tetto rivestito in vinile, profilo lucido laterale più spesso e interni più raffinati, con pavimento in moquette, sedili in velluto e inserti in legno sulla plancia) disponibile con motori 1300 (da 60 CV) e 1600 (da 73 CV) e carrozzeria a 4 porte.
- Escort Sport (con interni sportivi, specchietti laterali neri, paraurti neri divisi in due parti, fendinebbia, cerchi sportivi e strip laterali adesive nere, oppure color oro, per es. nelle vetture rosse metallizzate), disponibile con motori 1300 da 70 CV o 1600 da 86 CV e carrozzeria solo 2 porte.
- Escort Wagon, con allestimento della berlina base e motore 1100.
- Escort Wagon GL con allestimento della berlina GL e motori 1100 o 1300 (60 CV).

Pochi mesi dopo l'esordio fu presentata la versione "RS 1800", con motore bialbero di 1834 cm³ e 115 CV. Questa versione fece da base per quella impiegata nel mondiale rally.

### Restyling 1977
Nel 1977 un leggero restyling (fari quadrati per tutte le versioni, escluse le "Sport", nuova mascherina con marchio "Ford" nell'ovale blu, modifiche di dettaglio agli interni) interessò l'intera gamma, da cui sparì l'allestimento base per la berlina (rimase per la Wagon). Furono introdotte anche le varianti "1.3 L" (berlina 2 e 4 porte) e "Wagon 1.1 L", e fu lanciata la "RS 2000", equipaggiata con un bialbero DOHC di 1993 cm³ da 130 CV. Basata sulla "RS 1800", la "RS 2000" aveva un frontale più pronunciato e dotato di 4 fari circolari e paraurti neri integrati. La "RS 2000" fece da base per la versione che, impiegata nel Campionato Mondiale Rally, vinse il titolo nel 1979. La "Mk2" uscì di produzione nel 1980.

## Terza serie (1980-1990)

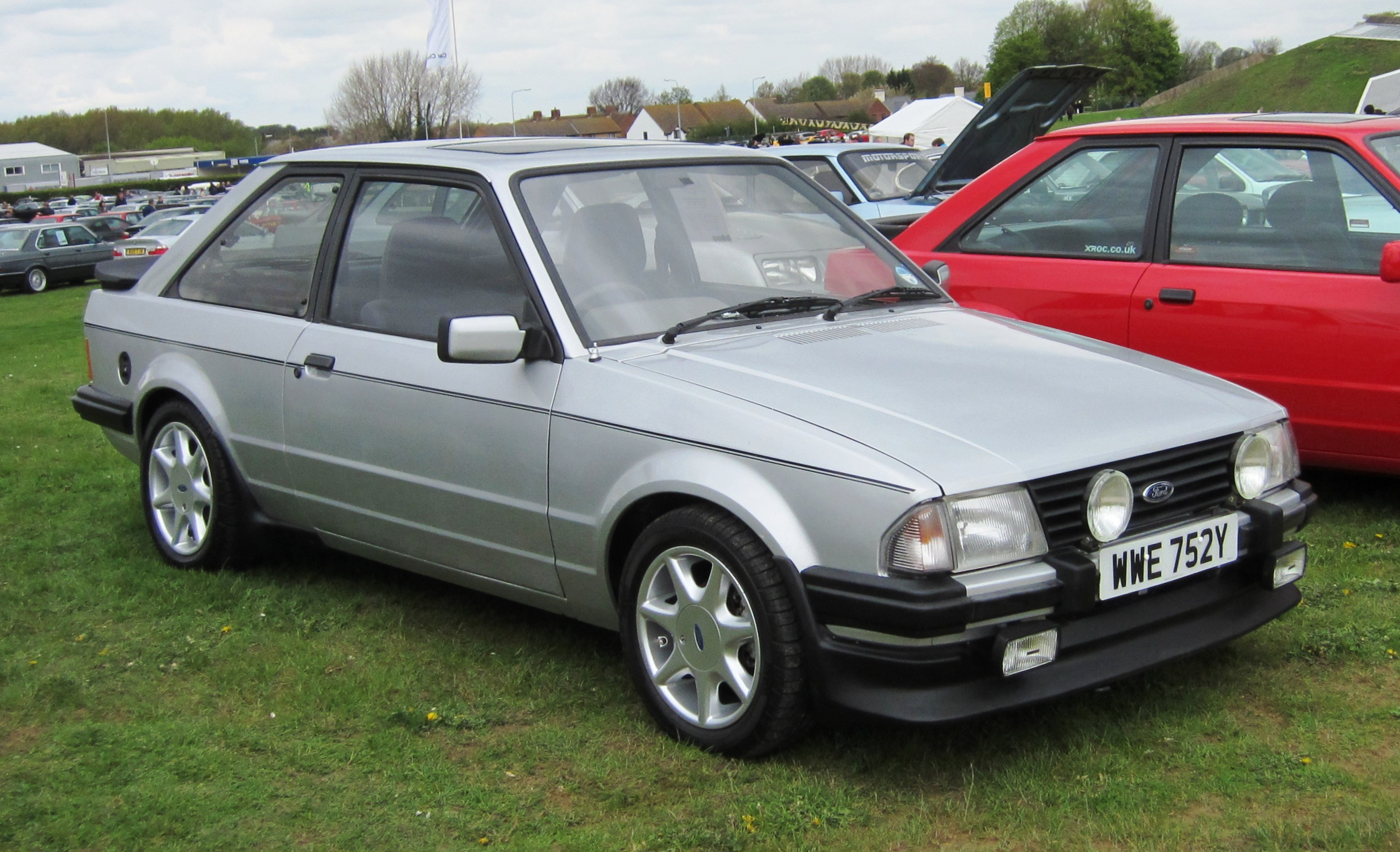
Ford Escort XR3

Nel 1980 venne lanciata sul mercato la 3ª serie della Ford Escort.
Si trattava, questa volta, di un modello completamente nuovo e rivoluzionato sia nella meccanica sia nell'estetica, al punto che, con le serie precedenti, condivideva solo il nome. Originariamente, però, non doveva condividere neanche quello: era previsto che si chiamasse "Erika". La Ford non utilizzò poi per la produzione di serie questo nome, visto che era stato già registrato da un altro costruttore, ma lo usò come nome della piattaforma di costruzione. Nel 1980, la vettura vinse il premio Volante d'Oro in Germania e nel 1981 la Escort terza serie si aggiudicò il premio Auto dell'anno.
La trazione passò alle ruote anteriori, per la terza volta nella storia della Ford europea, dopo la più  piccola delle Taunus tedesche(12M/15M), proposta tra il 1962 e il 1970 e la Fiesta, introdotta nel 1976; il cambio era a 4 o 5 rapporti, i motori, con albero a camme laterale ad aste e bilancieri (il 1117 cm³), e con albero a camme in testa (il 1 297 cm³ e il 1597 cm³) vennero montati trasversalmente, mentre il retrotreno prendeva la geometria a ruote indipendenti. Esteticamente la "Mk3" presentava una nuova, originale e riuscita linea a due volumi e mezzo (uno dei primi esempi di applicazione di questo tipo di carrozzeria) con portellone posteriore. Era disponibile sia nella versione a 3 porte sia in quella a 5 porte. Pochi mesi dopo l'esordio della berlina venne lanciata la Station Wagon, questa volta con carrozzeria a 3 e 5 porte. La versione a tre volumi, introdotta nel 1983, venne venduta come un modello a parte, la Ford Orion e, in molti mercati mondiali, è stata sostituita dalla Ford Laser e dalla Ford Escort nord americana. Inoltre, dall'83 incominciò la commercializzazione della Escort Mk3 in Sud America, dove venne prodotta fino al 1992 (fino al 1994 in Argentina).
Le nuove Escort potevano contare, sul mercato italiano, inizialmente, su 3 propulsori: OHC a benzina (1117 cm³ da 55 CV), e CVH, ovvero Compound Valve Hemisferical (1297 cm³ da 69 CV e 1597 cm³ da 79 CV); per il mercato tedesco, anche il motore 1117 era del tipo CVH, sempre con 55 CV. Quattro gli allestimenti (base, L, GL, Ghia) e 3 tipi di carrozzeria. La gamma italiana comprendeva:
- Escort Base (allestimento interno semplificato e abbigliamento esterno più spoglio), nelle versioni a 3 o 5 porte col solo motore 1100.
- Escort L (con allestimento più curato rispetto alla base, cerchi differenti), nelle versioni 3 e 5 porte, con motori 1100 o 1300.
- Escort GL (riconoscibile per l'allestimento più ricco rispetto alla L) con motori 1100 e 1300.
- Escort Ghia (con interni lussuosi, cornici lucide ai finestrini più spesse, contorni cromati attorno ai fari e cerchi specifici) con motori 1300 o 1600.
- Escort Wagon (con allestimento base e motore 1100)
- Escort Wagon L (con allestimento L e motore 1100 o 1300)
- Escort Wagon GL (con allestimento GL e motore 1300)
- Escort XR3 (con motore 1600 aspirato a carburatore)
- Escort RS 1600i (motore 1600 aspirato ad iniezione)
- Escort RS Turbo (motore 1600 turbo ad iniezione)

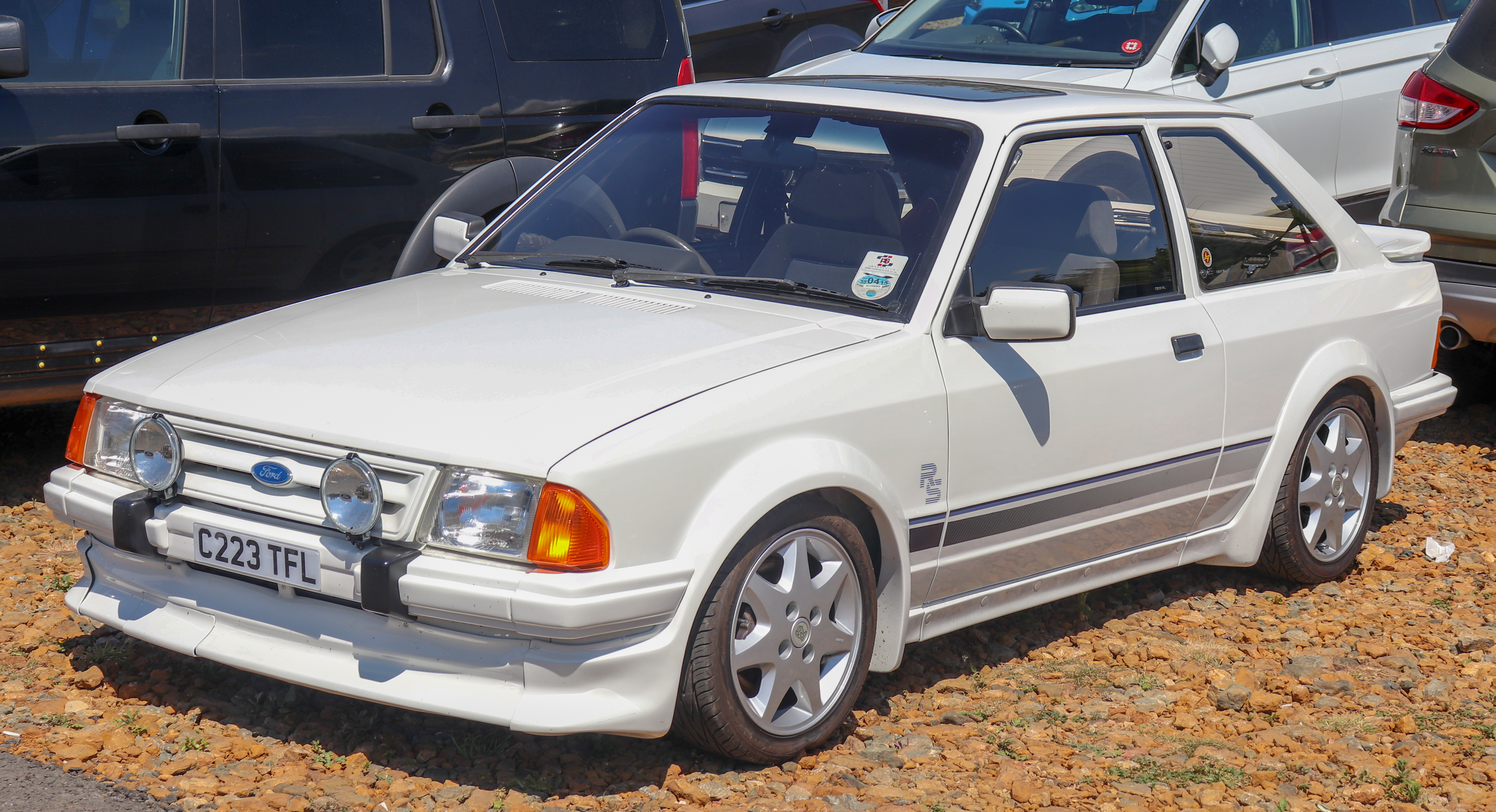
Ford Escort RS Turbo S1

Inizialmente la gamma comprendeva le sportive "Escort XR3" (solo a 3 porte), caratterizzata da alettone posteriore, spoiler anteriore, bandelle sottoporta, codolini passaruota, cerchi in lega, fendinebbia e paraurti in tinta ed equipaggiata con una versione a carburatore doppio corpo da 96 CV del 4 cilindri di 1597 cm³, e la "RS 1600i" (1981-1983) il cui motore, derivato da quello della XR3, era però dotato di iniezione elettronica, rapporto di compressione più alto, valvola a farfalla della Granada 2.8, cambio a 5 marce e sviluppava 115 CV e 145 Nm di coppia. Nel 1983 il motore della XR3 adottò l'alimentazione a iniezione elettronica, e raggiunse la potenza di 102 CV, sostituendo a listino la RS 1600i. Nel 1983 vennero inoltre lanciate le "Escort Cabriolet", nelle versioni "1.3" (1297 cm³, 69 CV) e "XR3i" (1597 cm³, 103 CV). Nel 1984 arrivarono le versioni diesel, mosse da un 4 cilindri di 1,6 litri da 53 CV. Le "1.6 D" (berlina e Wagon) erano disponibili negli allestimenti L e GL e Ghia. Sempre nel 1984, accanto a lievi ritocchi agli interni e alla versione speciale "Laser" (1.1 e 1.6D 5 porte), esordì la "RS Turbo S1", equipaggiata con una versione turbocompressa da 132 CV del 1600 della "XR3i". Quest'ultima versione, con un'estetica più esasperata rispetto alla "XR3i", fu la prima Ford turbocompressa in Europa e del segmento a montare un differenziale autobloccante all'anteriore.

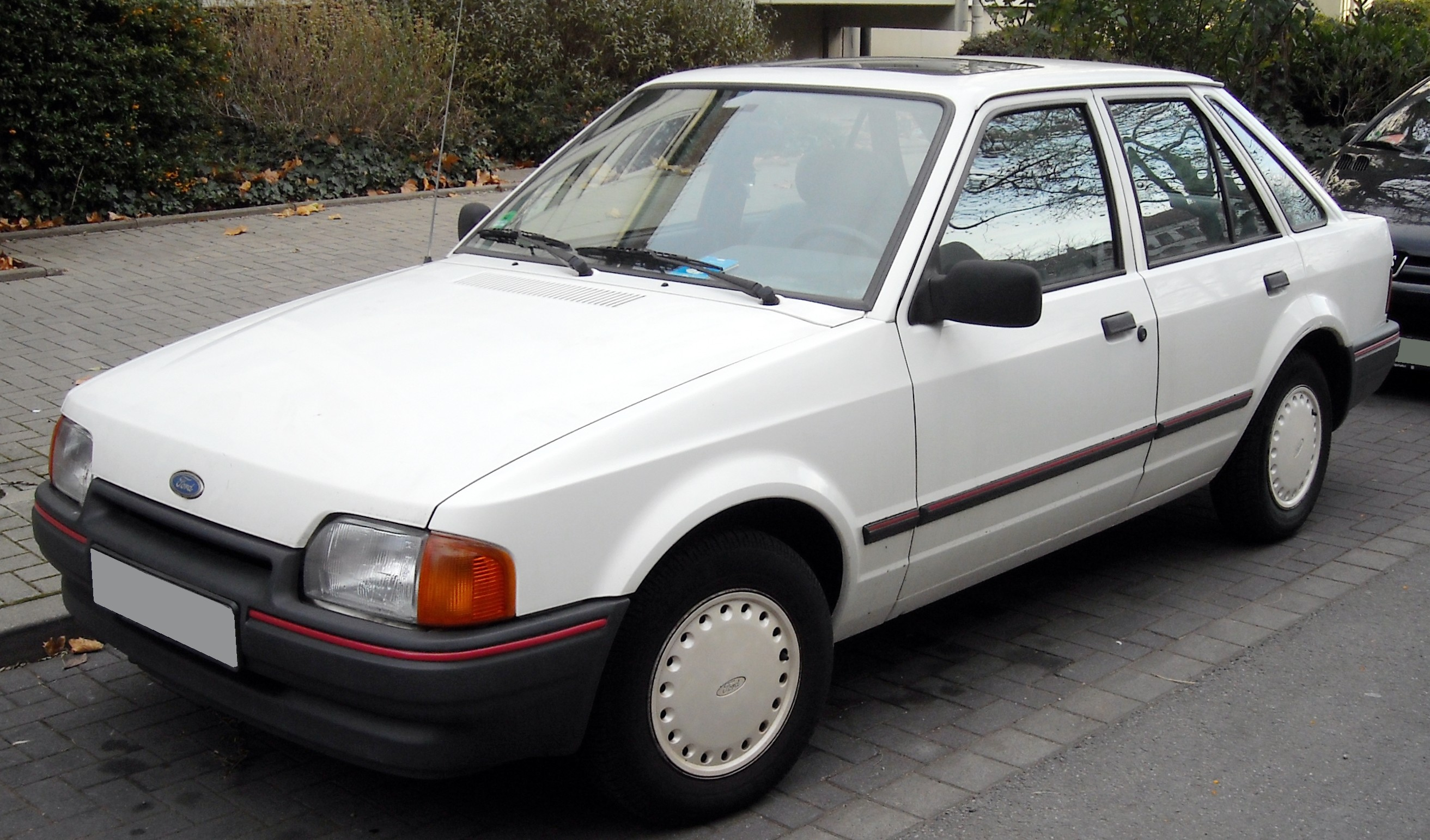
Restyling 1986

### Restyling 1986
All'inizio del 1986 un profondo restyling diede origine alla "Escort Mk3B" (per alcuni anche conosciuta come "Mk4" come se fosse una nuova serie, facendo di conseguenza slittare le numerazioni successive). A cambiare furono numerose parti, come il frontale, completamente ridisegnato, più morbido e affusolato, i paraurti integrati nella carrozzeria, i gruppi ottici posteriori (ampliati) e gli interni (completamente ridisegnati, con nuova plancia, sedili, volante, nuovi pannelli porta e rivestimento del padiglione). Il rinnovamento coinvolse anche Station Wagon e Cabriolet.
La gamma comprendeva tre allestimenti, C (ovvero quello base), CL (intermedio) e Ghia, e 4 carrozzerie (berlina 3 porte o 5 porte, Station Wagon 5 porte e Cabriolet).
La versione a 3 porte venne riservata alle sportive "XR3i" ed "RS Turbo".
Dal punto di vista tecnico la novità consisteva in una rivisitazione dei motori. I 4 cilindri di 1.1 e 1.3 litri vennero dotati del sistema HCS per funzionare a combustione magra (cioè con una minor percentuale di benzina nella miscela) e ridurre i consumi (le potenze scesero, rispettivamente, a 50 e 60 CV), mentre il 1600 a carburatore fu oggetto di una serie di affinamenti volti ad aumentarne la potenza, che infatti passò a 88 CV. Invariati il 1600 a iniezione (riservato alle "XR3i") e il 1600 Diesel.
Sempre nel 1986 esordì la "RS Turbo S2", come la precedente versione era equipaggiata con un 4 cilindri CVH di 1,6 litri da 132 CV sovralimentato con turbocompressore Garrett T3 e intercooler e trasmissione manuale a 5 marce con differenziale autobloccante di tipo Ferguson. Disponibile nella sola versione a 3 porte si distingueva dalla S1, oltre che per gli interni con sedili Recaro, anche per il diverso spoiler posteriore, per il disegno specifico dei cerchi in lega, le prese d'aria sul cofano anteriore, i profili passaruota in plastica e le minigonne.
Al momento del lancio erano disponibili le seguenti versioni:
- Escort 5p C (1100 o 1600 Diesel)

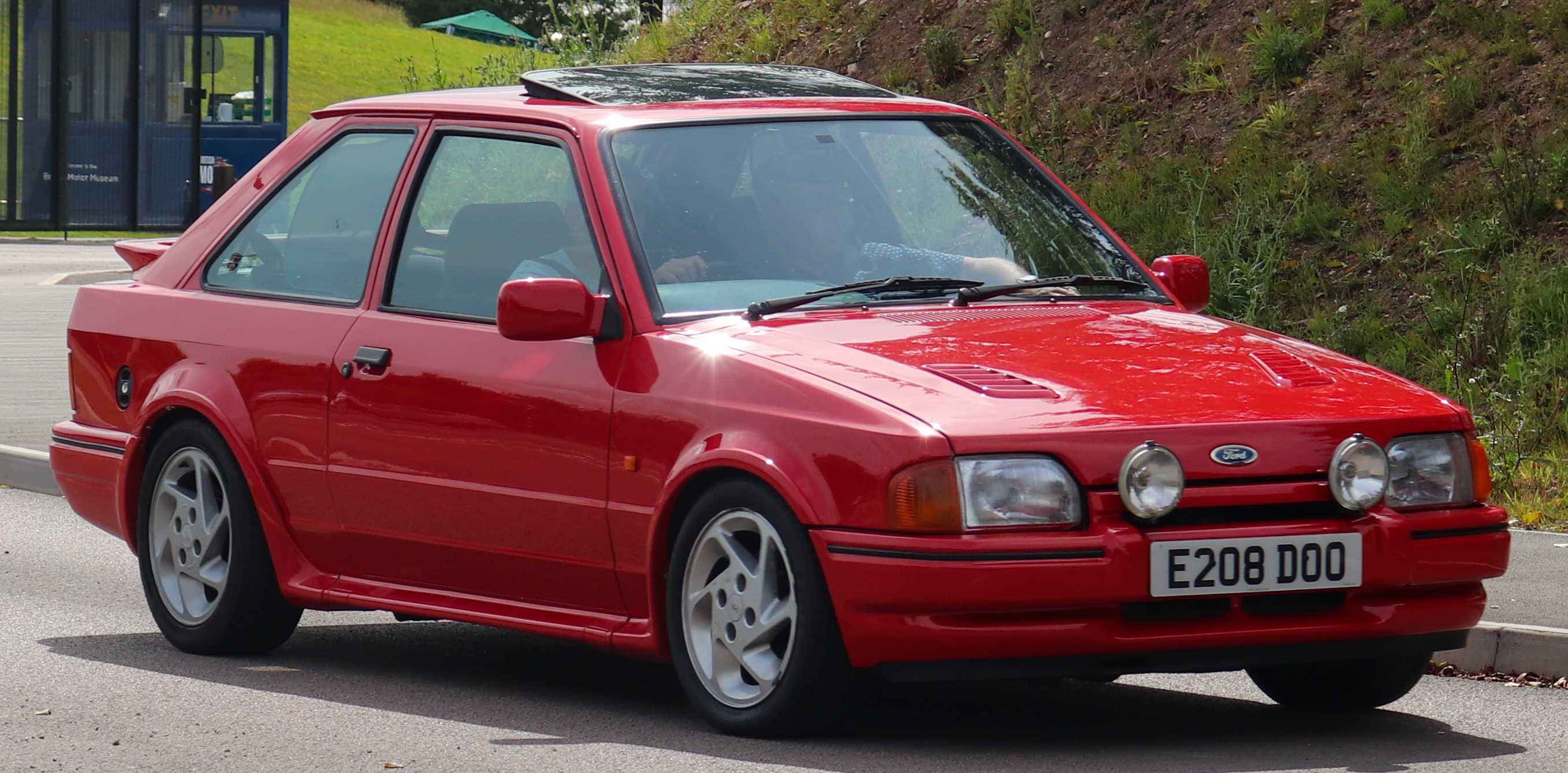
Ford Escort RS Turbo S2

- Escort 5p CL (1100, 1300 o 1600 Diesel)
- Escort 5p Ghia (1300 0 1600 a carburatore)
- Escort 3p XR3i (1600 a iniezione)
- Escort 3p RS Turbo (1600 turbo)
- Escort Cabriolet XR3i (1600 a iniezione)
- Escort Wagon CL (1300 o 1600 Diesel)
- Escort Wagon Ghia (1300, 1600 a carburatore o 1600 Diesel).

Nel 1987 la gamma venne completata con l'introduzione di una nuova versione del motore CVH di 1392 cm³ da 75 CV che andava a inserirsi tra le 1.3 e le 1.6. Le "Escort 1400" erano disponibili negli allestimenti CLX (con caratterizzazione lievemente sportiva: filetti rossi ai paraurti, copricerchi bianchi e dotazione leggermente superiore alle CL) e Ghia, nelle versioni berlina, Station Wagon e Cabriolet (solo Ghia). Con il solo allestimento "Ghia" venne reso disponibile il 1.6 ad iniezione della XR3, portato a 105 CV in entrambe le versioni.
Nel 1989 la cilindrata del motore Diesel crebbe a 1753 cm³ (60 CV), mentre la gamma delle station wagon s'arricchì della versione Voyager, equipaggiata con motori 1400, 1600 o 1800 diesel e caratterizzate da un allestimento più rifinito.

### Motorizzazioni
| Modello       | Disponibilità         | Motore  | Cilindrata (cm³) | Potenza        | Coppia max (Nm) | Emissioni CO2 (g/km) | 0–100 km/h (secondi) | Velocità max (km/h) | Consumo medio (km/L) |
| 1.1           | dall'esordio al 1990  | Benzina | 1118             | 39 kW (53 CV)  | 84              | n.d                  | 17,5                 | 148                 | 18,8                 |
| 1.3           | dall'esordio al 1990  | Benzina | 1297             | 45 kW (61 CV)  | 98              | n.d                  | 15                   | 157                 | 17,7                 |
| 1.4           | dall'esordio al 1990  | Benzina | 1392             | 54 kW (73 CV)  | 106             | n.d                  | 12,7                 | 167                 | 15,8                 |
| 1.6           | dall'esordio al 1988  | Benzina | 1597             | 65 kW (88 CV)  | 131             | n.d                  | 10,8                 | 179                 | 15                   |
| 1.6i "Ghia"   | dal 1987 al 1990      | Benzina | 1597             | 77 kW (105 CV) | 138             | n.d                  | 10,5                 | 188                 | 12,5                 |
| 1.6 XR3       | dall'esordio dal 1983 | Benzina | 1597             | 70 kW (96 CV)  | 131             | n.d                  | 10,8                 | 178                 | 11,5                 |
| 1.6 XR3       | dal 1983 al 1989      | Benzina | 1597             | 75 kW (102 CV) | 135             | n.d                  | 10,7                 | 188                 | 12,5                 |
| 1.6 XR3       | dal 1989 al 1990      | Benzina | 1597             | 77 kW (105 CV) | 138             | n.d                  | 10,4                 | 188                 | 12,5                 |
| RS 1.6i       | dal 1981 al 1983      | Benzina | 1597             | 85 kW (116 CV) | 145             | n.d                  | 8.7                  | 191                 | 12,7                 |
| 1.6i Turbo RS | dal 1984 al 1990      | Benzina | 1597             | 95 kW (132 CV) | 180             | n.d                  | 8,3                  | 206                 | 11,5                 |
| 1.6 Diesel    | dall'esordio al 1989  | Diesel  | 1608             | 39 kW (53 CV)  | 94              | n.d                  | 18,9                 | 146                 | 18,8                 |
| 1.8 Diesel    | dal 1989 al 1990      | Diesel  | 1753             | 43 kW (58 CV)  | 109             | n.d                  | n.d                  | 151                 | 18,8                 |

## Quarta serie (1990-2000)
Nel 1990, dopo aver affrettato i tempi nel tentativo di anticipare le concorrenti, come la Volkswagen Golf III e la Opel Astra F, che avrebbero esordito nel 1991, la Ford fece esordire la 4ª generazione della "Escort" (per chi considera l'evoluzione del 1986 come un nuovo modello questa è la Escort "Mk5"). La vettura, il cui design era stato già ampiamente diffuso in anteprima sulla stampa specializzata nel corso del 1989, era completamente nuova ma non proponeva grosse novità tecniche o estetiche. La linea riprendeva l'impostazione della "Mk3", così come la meccanica, che riproponeva la trazione anteriore, mentre il retrotreno passava al sistema con ruote interconnesse e i motori 4 cilindri monoalbero in testa, tranne che per il pianale, tutto nuovo e chiamato CE14.
Decisamente più moderno e curato invece l'interno. In generale, tuttavia, appariva evidente che il lancio era stato eseguito troppo frettolosamente per battere la concorrenza, fatto che verrà confermato dall'evoluzione della vettura (con ben due restyling in otto anni, ogni 2 anni). Pochi mesi dopo il lancio della berlina, venne presentata anche la Station Wagon, che si dimostrò essere molto più comoda e piacevole della berlina, e ottenne infatti un successo enorme sul nostro mercato (in media, su 100 Escort vendute a quel tempo, 90 erano Station Wagon).
La gamma italiana comprendeva, inizialmente, 3 motori (il 1300 HCS, albero a camme laterale + aste e bilancieri) da 60 CV, il 1600 a carburatore da 88 CV e il 1800 Diesel da 60 CV), 3 varianti di carrozzeria (berlina 3 porte, berlina 5 porte e Station Wagon) e 2 allestimenti CLX e Ghia (riconoscibile per i paraurti in tinta con filetti cromati e l'allestimento più curato).
Le versioni disponibili all'inizio erano:
- Escort CLX (con carrozzeria berlina 3 o 5 porte o Station Wagon e motori 1300 o 1600)
- Escort Ghia (con carrozzeria berlina 5 porte o Station Wagon e motori 1300 o 1600)
- Escort D CLX (con carrozzeria berlina 3 o 5 porte o Station Wagon e motore 1800 D)
- Escort D Ghia (con carrozzeria berlina 5 porte o Station Wagon e motore 1800 D)

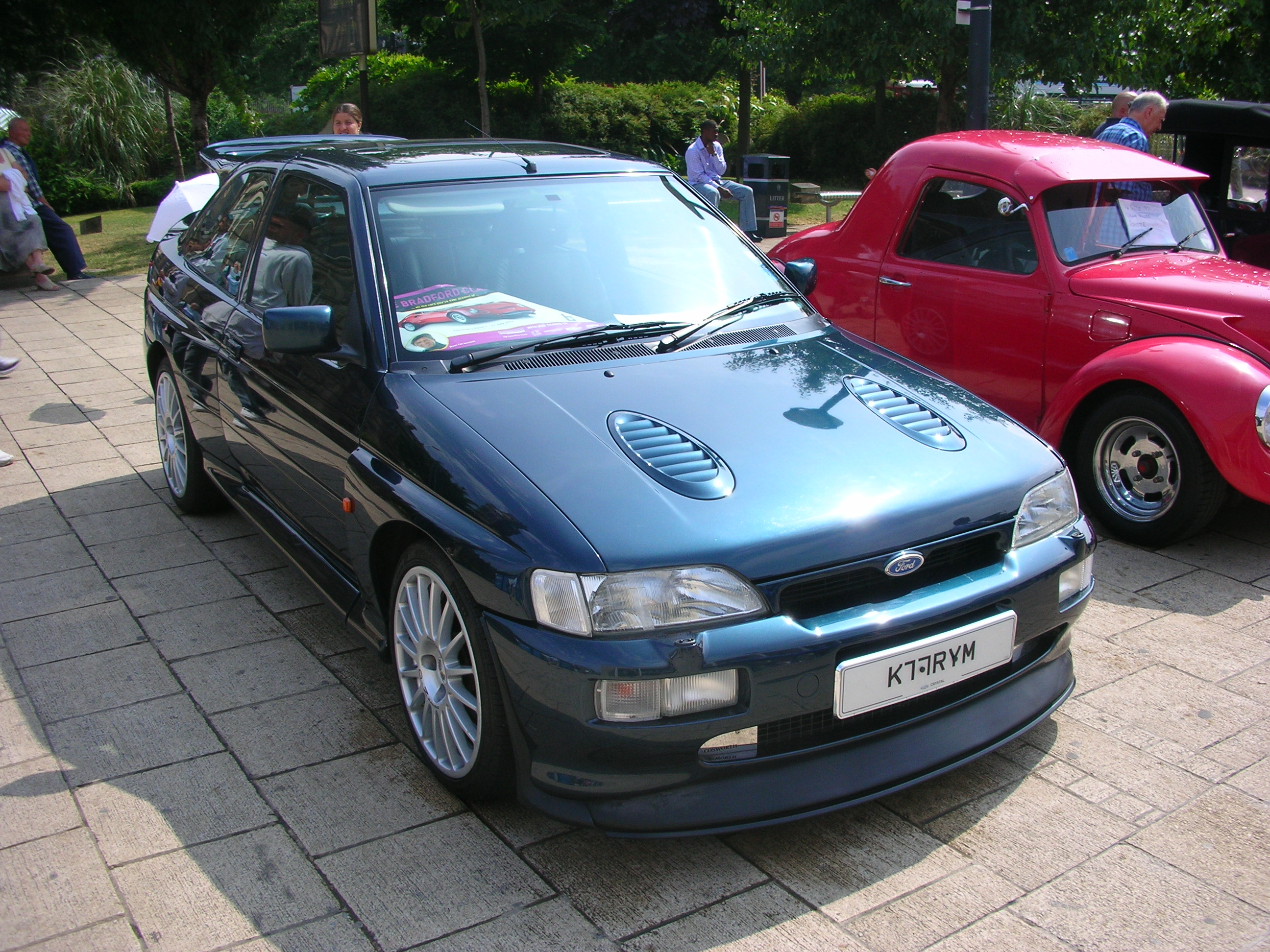
Una Ford Escort Cosworth

Alla fine dell'anno venne lanciata la versione cabriolet, equipaggiata con il 4 cilindri a iniezione di 1597 cm³ e 106 CV, mentre nel 1991 la gamma si completò con la sportiva "RS 2000 16v" (solo 3 porte, con motore bialbero 16v di 1998 cm³ da 147 CV alimentato a iniezione e dotato di catalizzatore a 3 vie e caratterizzazione estetica molto sportiva) e con le 1400i CLX Catalyst (1392 cm³ a iniezione elettronica Singlepoint e catalizzatore a 3 vie da 69 CV).
Nel 1992, con lo slogan "Il 16 valvole diventa per tutti", la gamma "Escort" venne rivoluzionata. Al 1600 a benzina 8v (presto sostituito da un analogo motore a 4 valvole per cilindro) venne affiancato un nuovo 4 cilindri (bialbero) 16 valvole di 1798 cm³ da 105 CV alimentato a iniezione Multipoint e dotato di catalizzatore a 3 vie, mentre il 1300 HCS lasciò il posto al 1400 Singlepont catalizzato da 69 CV. Una versione bialbero del 1800 16v da 126 CV venne, infine, installata sulla Cabriolet. Invariata (tecnicamente) la "RS 2000". Sempre dal '92, questa Escort incomincia a essere commercializzata nel mercato sudamericano, dove fino al 1997 sarà commercializzata anche come Volkswagen Pointer (versione berlina 5 porte) e Volkswagen Logus (la versione berlina 3 porte), grazie a un accordo con la filiale locale del gruppo Volkswagen, rimanendoci fino al 2002, mentre in Argentina solo fino al 2004.

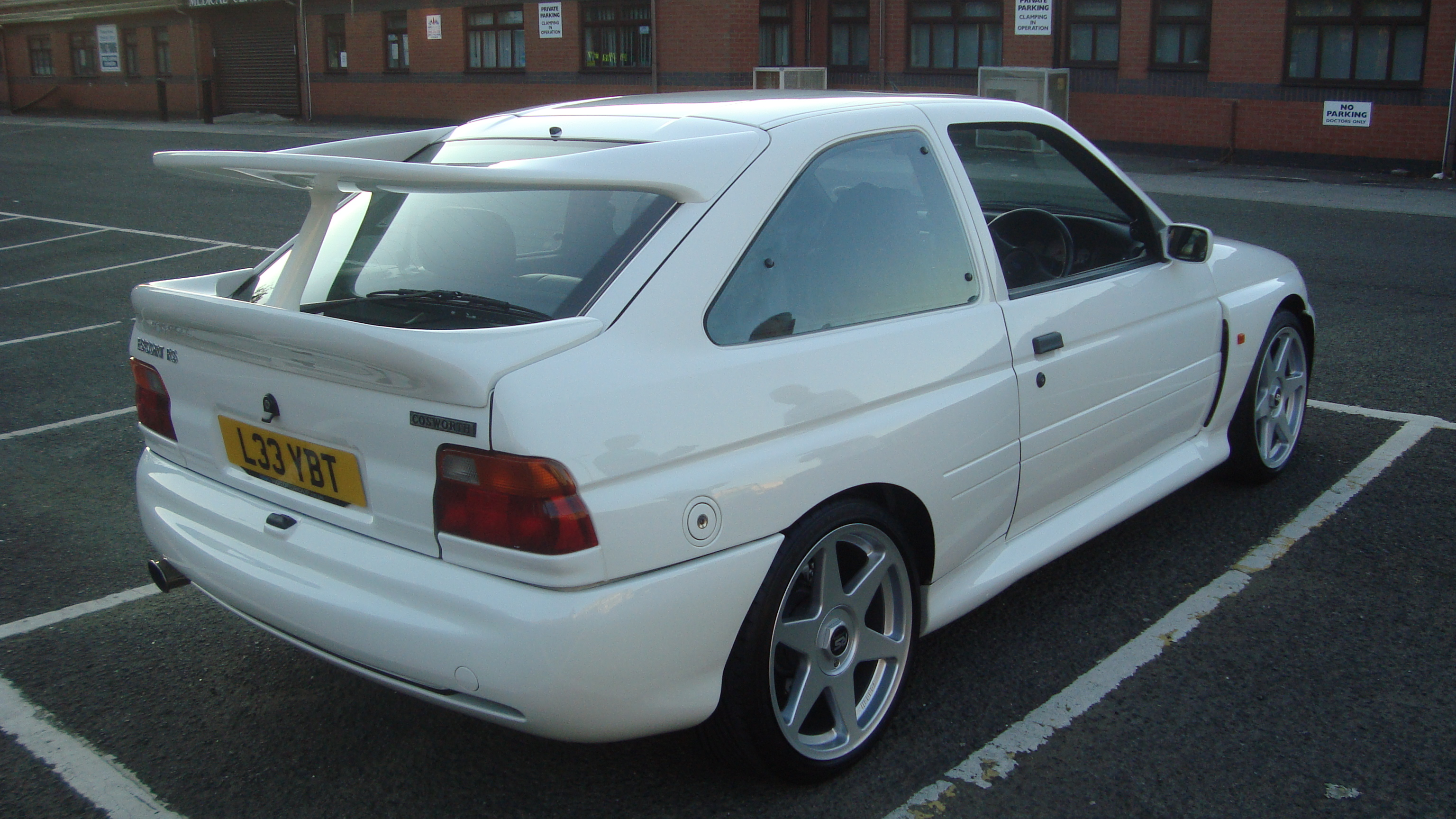
Ford Escort RS Cosworth Luxury del 1993, vista posteriore

Contemporaneamente al lancio di queste nuove motorizzazioni venne moderatamente aggiornato anche il corpo vettura: frontale con una nuova mascherina leggermente ridisegnata, paraurti lievemente modificati e nuovi rivestimenti interni.
Decisamente più sportiva la "Escort Cosworth", nata dalla matita del designer britannico Ian Callum. Con le altre "Escort", la Cosworth condivideva ben poco, l'intera meccanica proveniva dalla Ford Sierra Cosworth, sul cui pianale a passo accorciato veniva montata una carrozzeria disegnata da Ian Callum derivata da quella della Escort, ma molto più estrema con parafanghi allargati, minigonne, prese d'aria sul cofano motore, doppia ala posteriore). Mossa dal 4 cilindri bialbero 16v sovralimentato con turbocompressore e intercooler di 1993 cm³ con una potenza di 220 CV e dotata di trazione integrale permanente, la "Escort Cosworth" fece da base alla Escort WRC, impiegata nel mondiale rally. La versione stradale era catalizzata.

### Restyling 1992

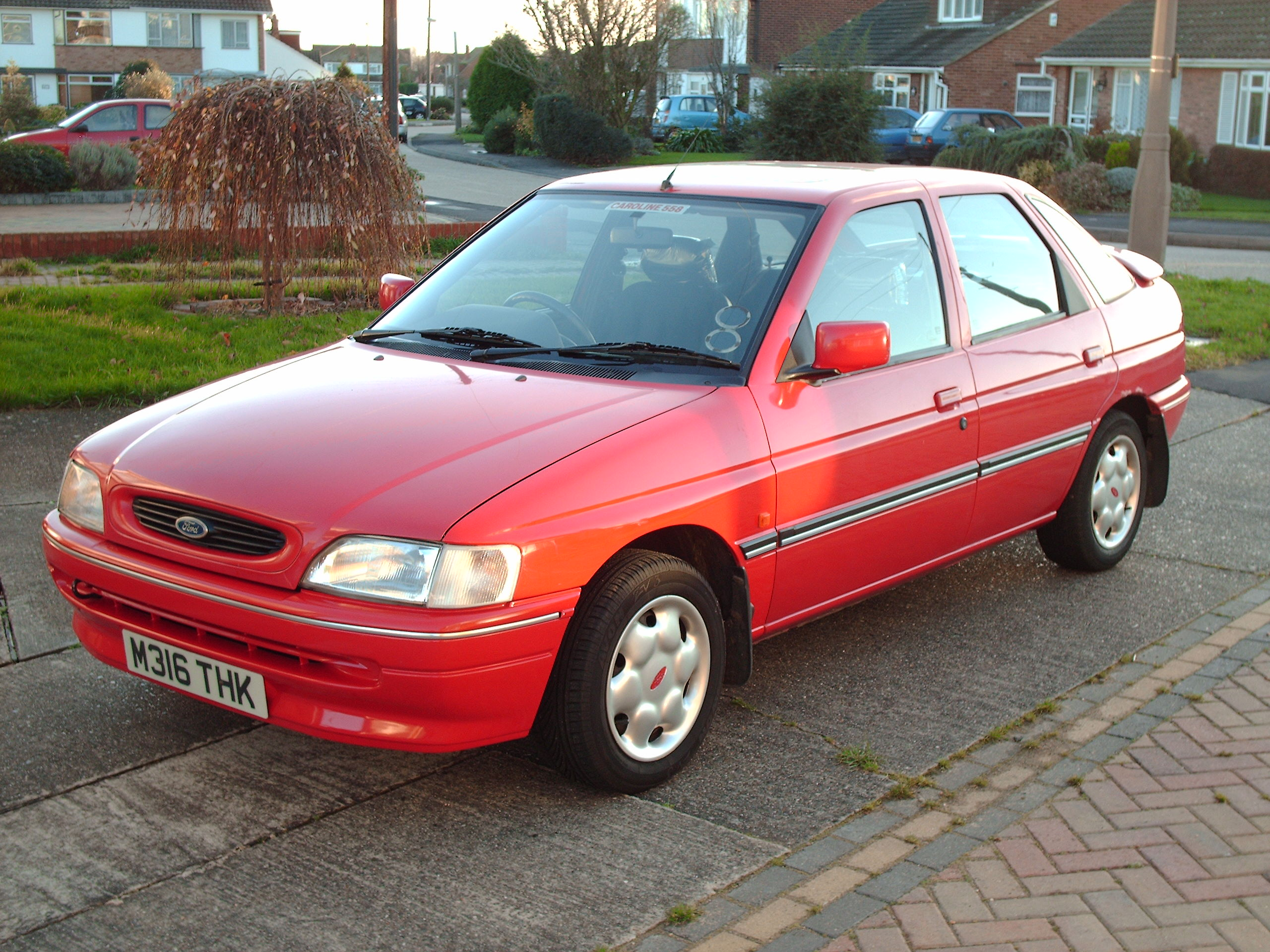
Facelift 1992

Nel 1992 un medio restyling interessò la quarta serie della vettura. A cambiare furono ancora il frontale (con una nuova mascherina ovale ridisegnata), i paraurti (dal design più morbido), i gruppi ottici posteriori della versione berlina (più estesi e parzialmente sul portellone, mentre quelli della SW e della cabriolet rimasero immutati), interni (rivestimenti, pannelli porta) e serbatoio (serratura a chiave più interna, coperta da uno sportellino). Nel corso del 1993, in occasione dell'entrata in produzione della Ford Mondeo, venne introdotto l'airbag guidatore che proprio la Mondeo inaugurava in casa Ford. Nel settembre di tale anno, inoltre, la Orion viene reintegrata nella gamma come Escort Sedan e nel solo allestimento Ghia. I motori a benzina, tutti a iniezione multipoint e dotati di catalizzatore a 3 vie, avevano testata a 8 (1392 cm³, 75 CV) o 16v (1598 cm³ 1798 cm³ o 1998 cm³). Il Diesel di 1753 cm³ aspirato da 60 CV, venne affiancato dalla versione Turbo intercooler da 90 CV definito da una rivista di auto: motore tutt'altro che letargico. Invariata (anche esteticamente) la Cosworth. La gamma, che comprendeva gli allestimenti Boston, Explorer (che si distingueva per il paraurti anteriore modificato e che inglobava i fendinebbia e un'impostazione più sportiva), Ghia e RS, si articolava nelle seguenti versioni:
- Escort Boston (con carrozzeria berlina 5 porte o Station Wagon e motori 1400 a benzina da 69 CV o 1800 D da 60 CV)
- Escort Explorer (con carrozzeria berlina 5 porte o Station Wagon e motori 1600 16v da 90 CV, 1800 16v da 105 CV o 1800 TD da 90 CV)
- Escort Ghia (con carrozzeria berlina 5 porte, berlina 4 porte o Station Wagon e motori 1600 16v da 90 CV, 1800 16v da 105 CV o 1800 TD da 90 CV)
- Escort RS (con carrozzeria berlina 3 porte e motore 2 litri bialbero 16v da 147 CV)
- Escort RS Cosworth 4x4 (berlina 3 porte)
- Escort Cabrio (con motore monoalbero multipoint 1,4 da 75 CV, 16v di 1,6 litri da 90 CV o bialbero 16v di 1,8 litri da 126 CV).

### Restyling 1995

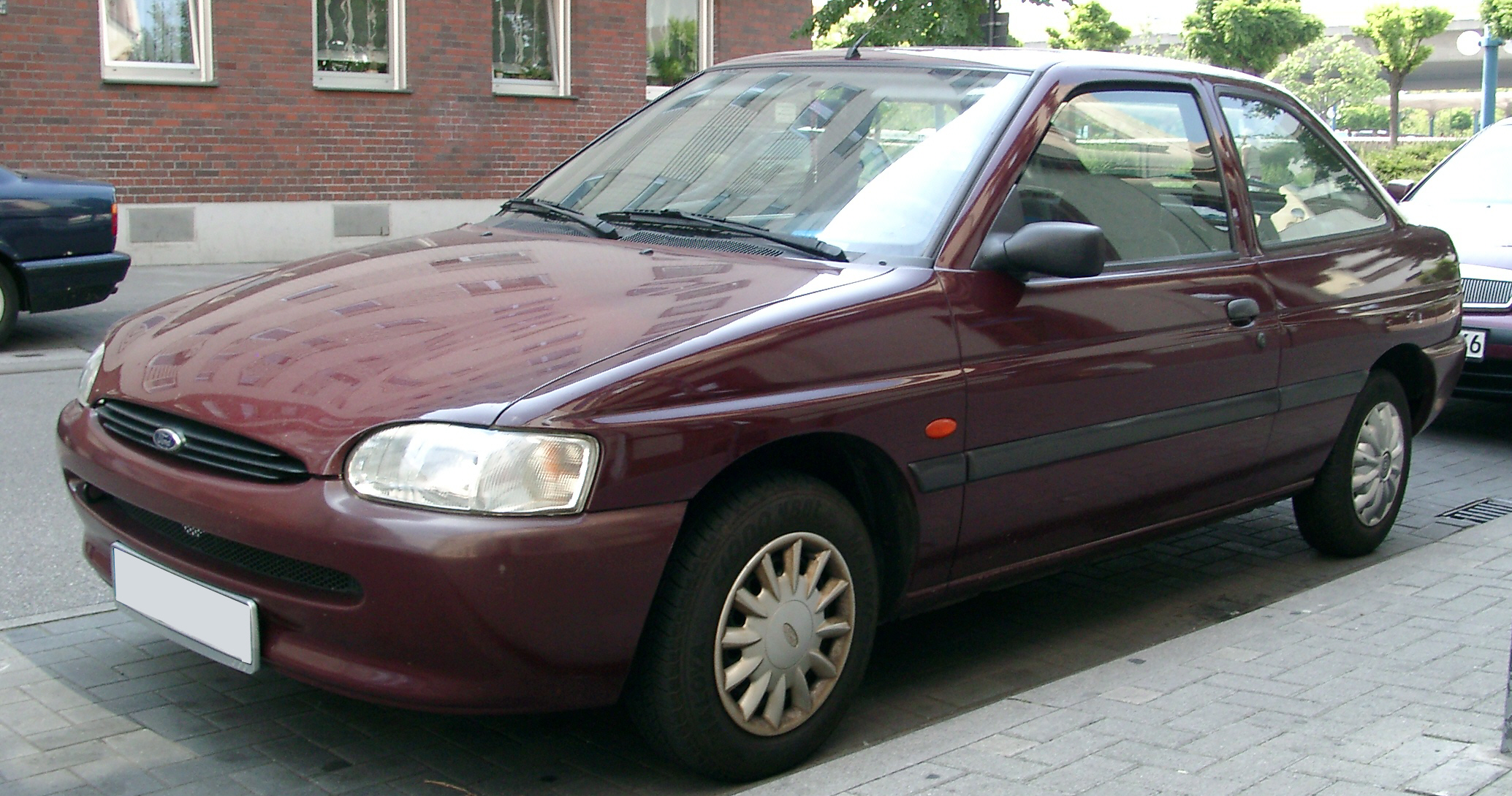
Restyling 1995

A gennaio 1995 un ultimo restyling (definito anche come "Mk6"): cambiarono ancora il frontale (ammorbidito e arrotondato), i paraurti, il portellone posteriore con portatarga incassato e gli interni (completamente ridisegnati nella plancia, nei sedili e nei pannelli porta). Gli allestimenti erano 4 (Windstar, Explorer, Ghia e RS), mentre tra i motori sparirono il 1400 8 valvole e il 1800 diesel aspirato. Quest'ultimo venne rimpiazzato da un 1800 turbodiesel (senza intercooler) da 75 CV che si affiancava alla versione turbo intercooler da 90 CV. Il 1800 16v a benzina, inoltre, era disponibile solo con testata bialbero e potenza di 115 CV. Ancora invariata la Cosworth. La gamma italiana era composta da:
- Escort 1.4 8v 75 CV (con carrozzeria berlina 5 porte o Station Wagon e nell'allestimento WindStar)
- Escort 1.6 16v 90 CV (con carrozzeria berlina 4 o 5 porte o Station Wagon e allestimento Explorer o Ghia)
- Escort 1.8 16v 115 CV (con carrozzeria berlina 4 o 5 porte o Station Wagon e allestimento Explorer o Ghia)
- Escort 1.8 TD 75 CV (con carrozzeria berlina 5 porte o Station Wagon e allestimento "WindStar")
- Escort 1.8 TD 90 CV (con carrozzeria berlina 4 o 5 porte o Station Wagon e allestimento Explorer o Ghia)
- Escort 2.0 RS 147 CV (con carrozzeria solo 3 porte)
- Escort Cosworth 4x4 (con carrozzeria 3 porte)

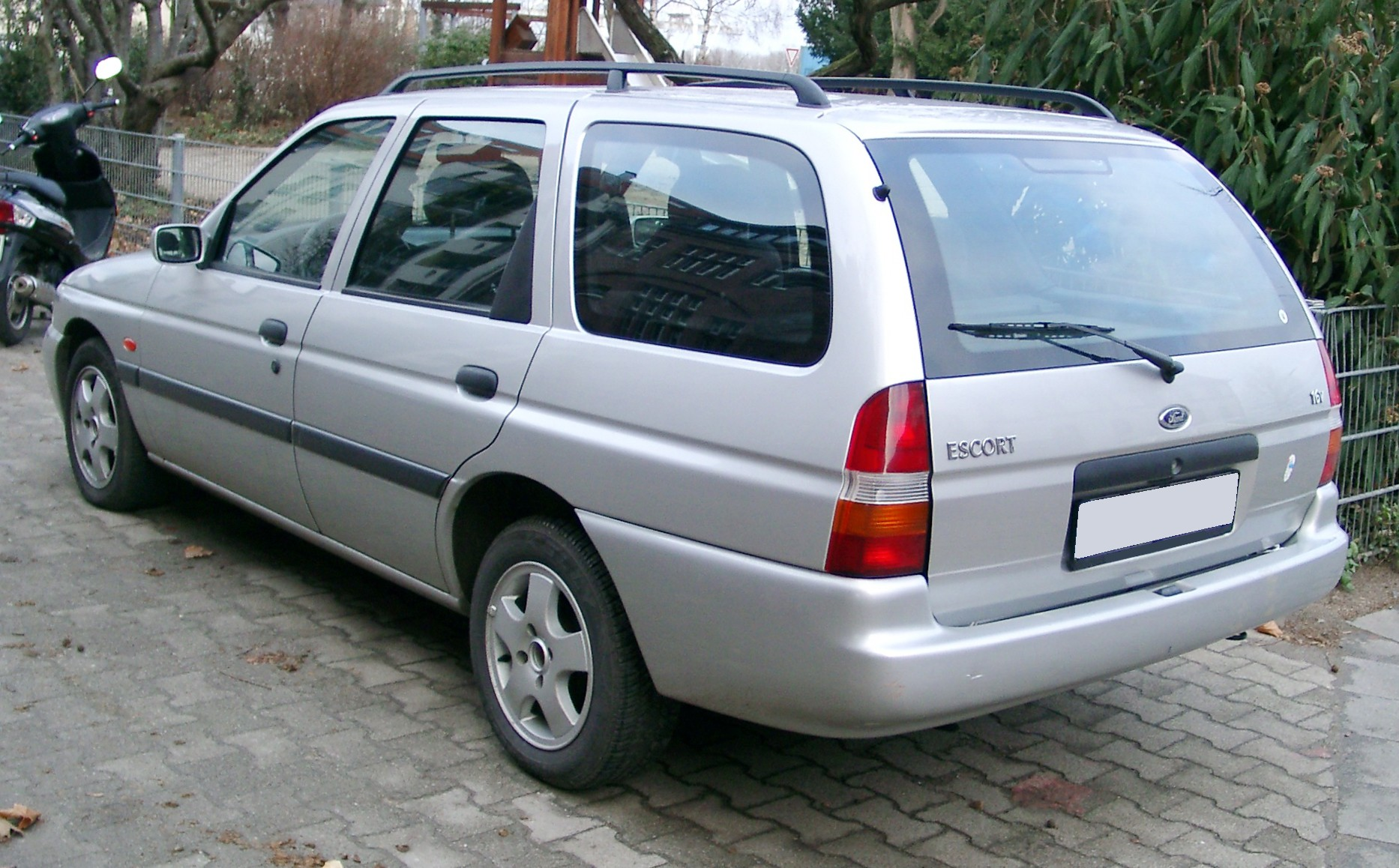
Il restyling del '95 sulla versione station wagon della vettura, visto da dietro

Gli allestimenti "WindStar" ed "Explorer" vennero sostituiti entrambi, poco tempo dopo il lancio, dalle versioni "Village". Almeno per quanto riguarda il mercato italiano, l'allestimento “Windstar” è stato sostituito con l'allestimento “Village” (un cambio di nome, più i consueti piccoli ritocchi). Ma l'allestimento “Explorer” è rimasto in listino praticamente fino alla fine, insieme al “Ghia”. Solo da fine 1997, data l'imminente commercializzazione della prima Focus (nell'autunno 1998) in listino rimase solo l'allestimento “Ghia”, che tuttavia prese la denominazione "University" (e solo in carrozzeria SW), previo ordine diretto da Ford Italia ai vari concessionari sul territorio. Da fine dicembre 1997 non era più possibile ordinare modelli “Village” ed “Explorer”, ma solo “University” (SW), per ancora i mesi a venire prima del lancio della Focus. L'allestimento "University" aveva gli interni in velluto come le ultime "Ghia", e di queste ultime riprendeva grossomodo anche le dotazioni di serie.
La Escort uscì quasi completamente di listino alla fine del 1998 e fu sostituita dalla Ford Focus. Rimasero in vendita sino all'agosto 2000 solo alcuni modelli specifici (1600 16v e 1800TD - solo Station Wagon) e fino all'ottobre 2002 la versione furgonata, sostituita dal Ford Transit Connect.

### Motorizzazioni
| Modello              | Disponibilità        | Motore  | Cilindrata (cm³) | Potenza         | Coppia max (Nm) | Emissioni CO2 (g/km) | 0–100 km/h (secondi) | Velocità max (km/h) | Consumo medio (km/l) |
| 1.3i cat.            | dal 1993 al 1995     | Benzina | 1297             | 43 kW (58 CV)   | 98              | n.d                  | n.d                  | 150                 | 15                   |
| 1.3                  | dall'esordio al 1992 | Benzina | 1297             | 45 kW (61 CV)   | 98              | n.d                  | 16,7                 | 157                 | 16,7                 |
| 1.4i cat. 69 CV      | dall'esordio al 1994 | Benzina | 1392             | 51 kW (69 CV)   | 101             | n.d                  | 15,4                 | 163                 | 12,5                 |
| 1.4i cat. 75 CV      | dal 1994 al 1999     | Benzina | 1392             | 55 kW (75 CV)   | 106             | n.d                  | 14,4                 | 169                 | 10,7                 |
| 1.6                  | dall'esordio al 1992 | Benzina | 1597             | 65 kW (88 CV)   | 127             | n.d                  | 12,1                 | 177                 | 13,7                 |
| 1.6i 16V cat.        | dal 1992 al 1999     | Benzina | 1597             | 65 kW (88 CV)   | 130             | n.d                  | 12,3                 | 177                 | 12                   |
| 1.6 Si               | dall'esordio al 1992 | Benzina | 1597             | 77 kW (105 CV)  | 138             | n.d                  | 11,1                 | 186                 | 13,1                 |
| 1.8i 16V cat. 102 CV | dal 1992 al 1995     | Benzina | 1796             | 75 kW (102 CV)  | 150             | n.d                  | 10,7                 | 187                 | 12,5                 |
| 1.8i 16V cat. 116 CV | dal 1995 al 1999     | Benzina | 1796             | 85 kW (116 CV)  | 160             | n.d                  | 10                   | 196                 | 11,5                 |
| 2.0i 16V cat. RS     | dal 1991 al 1996     | Benzina | 1998             | 108 kW (147 CV) | 187             | n.d                  | 9,5                  | 208                 | 12                   |
| RS Cosworth          | dal 1992 al 1996     | Benzina | 1993             | 162 kW (220 CV) | 290             | n.d                  | 6,1                  | 225                 | 10                   |
| 1.8 Diesel           | dall'esordio al 1996 | Diesel  | 1753             | 43 kW (58 CV)   | 108             | n.d                  | 18,9                 | 152                 | 18,8                 |
| 1.8 Diesel cat.      | dal 1992 al 1993     | Diesel  | 1753             | 44 kW (60 CV)   | 110             | n.d                  | 18,9                 | 152                 | 18,8                 |
| 1.8 TD cat.          | dal 1993 al 1994     | Diesel  | 1753             | 65 kW (88 CV)   | 178             | n.d                  | 11,5                 | 172                 | 15,8                 |
| 1.8 Turbodiesel      | dal 1995 al 1999     | Diesel  | 1753             | 66 kW (90 CV)   | 180             | n.d                  | 11,5                 | 177                 | 14,3                 |

## Il riutilizzo del nome
Nel 2015, grazie a un accordo con l'azienda automobilistica cinese Chang'an Motors, il nome è stato riutilizzato per una vettura costruita sulla base della seconda generazione della Ford Focus, prodotta nello stabilimento Chang'an Ford, di proprietà del gruppo Ford dal 2001.